# La Broquerie
La Broquerie es un municipio rural canadiense situado en la provincia de Manitoba.

## Superficie
La Broquerie tiene una superficie de 578,97 km².

## Demografía
En 2021, tenía 6725 habitantes, una densidad poblacional de 11,6 hab./km², y 2177 viviendas.